# Альтернативная и дополненная коммуникация

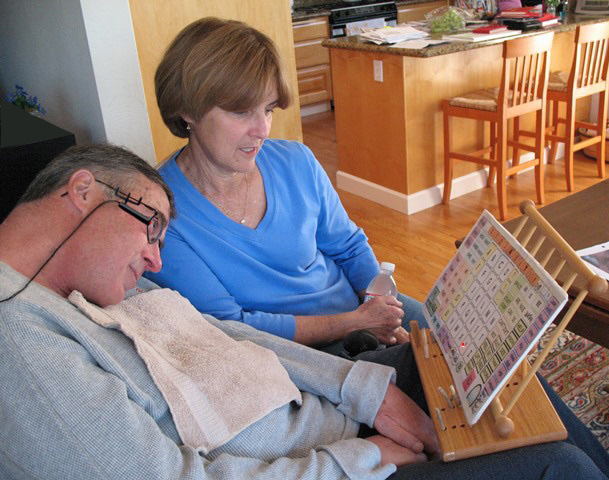
Использование человеком АДК с лазерным указателем

Альтернативная и дополненная коммуникация (АДК, англ. AAC — Alternative Augmentative Communication) — совокупность невербальных коммуникативных средств и систем общения, которая может использоваться либо как полная альтернатива речи, либо как дополнение к ней.
Альтернативными называют все виды неголосового общения. Другими словами, альтернативная коммуникация означает, что человек общается лицом к лицу с собеседником без использования речи. Она актуальна в случае отсутствия устной речи.
Дополненная коммуникация означает коммуникацию, дополняющую речь. Слово «дополненная» подчеркивает тот факт, что обучение альтернативным формам коммуникации имеет двойную цель: поддержать развитие речи и обеспечить альтернативную форму коммуникации в случае, если у индивидуума так и не разовьется способность говорить. Дополнительная коммуникация актуальная когда устной речи недостаточно, например когда человек нуждается в сопровождении собственной речи.

## Группы пользователей АДК
Альтернативная и дополненная коммуникация используется лицами, у которых в силу врожденных или приобретенных расстройств вовсе отсутствует либо существенно ограничена устная речь. В зависимости от сформированности понимания речи и потенциальных способностей к овладению импрессивной и экспрессивной речью выделяют три группы пользователей:
- группа 1 — лица, которые хорошо понимают речь, но не в состоянии выразить свои потребности вербально. Как правило, это люди с церебральным параличом, не испытывающие ощущений от движений органов артикуляционного аппарата;
- группа 2 – лица, испытывающие трудности в овладении языком. Например, дети с умственными ограничениями, чьё языковое развитие замедлено. В этом случае поддерживающая коммуникация применяется временно и способствует формированию импрессивной и экспрессивной речи;
- группа 3 — объединяет лиц, для которых устная речь как средство коммуникации слишком сложна и которые постоянно или в течение длительного времени нуждаются в подходящей для них альтернативе. Пользователей этой группы следует обучать как пониманию речи, так и способности общаться.[1]

## Формы АДК
Существует несколько видов альтернативной коммуникации:
- коммуникация с использованием непосредственным использованием тела: жесты, мимика, движения тела
- коммуникация через визуальные образы: письмо, символы, пиктограммы, изображения
- коммуникация через тактильные ощущения: ощупывание, постукивание, поглаживание

Все эти виды, зачастую комбинируются в мультимодальную коммуникацию, а также используются в повседневной жизни в качестве дополнительной коммуникации людьми. При общении каждый выбирает наиболее эффективный и доступный метод в каждой конкретной ситуации, это справедливо и для тех, у кого есть коммуникативные трудности в общении, и для тех кто в совершенстве владеет речью. Так что при проектировании и создании инструментов для альтернативной и дополненной коммуникации стоит отталкиваться от предпосылки что этот инструмент должен поддерживать максимальное количество видов альтернативной коммуникации.
Примером такого инструмента может быть язык Макатон, который объединяет в себе звучащую речь, жесты и символы.